# Agrotis texana
Agrotis texana är en fjärilsart som beskrevs av George Francis Hampson 1903. Agrotis texana ingår i släktet Agrotis och familjen nattflyn. Inga underarter finns listade i Catalogue of Life.